# Gabriel Abossolo
Gabriel Abossolo (* 16. Januar 1939 in Yaoundé; † November 2014) war ein kamerunischer Fußballspieler, der seine gesamte Profikarriere in Frankreich absolvierte.

## Karriere
Der 177 Zentimeter große Mittelfeldspieler Abossolo wuchs in der Kolonie Französisch-Kamerun, die 1960 im Staat Kamerun aufging, auf und spielte für den Hauptstadtklub Tonnerre Yaoundé. Seine Leistungen weckten das Interesse des französischen Zweitligisten Girondins Bordeaux, der ihn 1958 ins französische Mutterland holte. Der zu diesem Zeitpunkt 19 Jahre alte Mittelfeldakteur, der gelegentlich auch in der Defensive aufgeboten wurde, stellte zunächst einen Ergänzungsspieler dar. Zu einer Zeit, in der Ein- und Auswechslungen noch nicht möglich waren, kam er in seinem ersten Profijahr auf fünf Einsätze und war mit diesem am 1959 erreichten Aufstieg in die Erstklassigkeit beteiligt. In der höchsten französischen Spielklasse avancierte er zum Stammspieler, musste aber 1960 den direkten Wiederabstieg hinnehmen. Trotz des Rückschlags blieb er dem Team treu und schaffte mit Bordeaux 1962 den erneuten Aufstieg.
Nach dem Wiederaufstieg konnte sich die Mannschaft etablieren, wobei Abossolo als Stammkraft gesetzt war. Neben Platzierungen in den oberen Tabellenregionen gelang 1964 der Einzug ins nationale Pokalfinale; der Kameruner stand im Endspiel auf dem Platz, musste jedoch eine 0:2-Niederlage gegen Olympique Lyon hinnehmen. In der Liga verpasste er mit den Vizemeisterschaften 1965, 1966 und 1969 gleich dreimal knapp den Titelgewinn. Trotz der fehlenden Titel debütierte er 1964 im europäischen Wettbewerben und qualifizierte sich mit der Mannschaft in den Folgejahren immer wieder für den internationalen Wettbewerb, wobei es allerdings nie zu einem Titelgewinn reichte. Auch in dieser erfolgreichen Phase des Vereins blieb der Spieler durchweg der ersten Elf erhalten und scheiterte 1968 durch ein 1:2 gegen die AS Saint-Étienne ein weiteres Mal im Pokalfinale. Im Anschluss daran büßte er letztlich seine Position im Team ein und kehrte Bordeaux 1969 nach zahlreichen zweiten Plätzen, aber ohne den Gewinn einer Trophäe, den Rücken. 
Er unterschrieb 1969 beim Zweitligisten RFC Paris-Neuilly und absolvierte für diesen eine Saison, die im Tabellenmittelfeld endete. 1970 wechselte er zum Ligakonkurrenten Stade Poitiers und kam noch auf gelegentliche Einsätze, bevor er 1971 mit 32 Jahren nach 202 Erstligapartien mit acht Toren sowie 92 Zweitligapartien mit sechs Toren seine Laufbahn beendete.